# Le Goût de la viande
Le Goût de la viande (titre original : The Taste of the Meat) est une nouvelle de l'écrivain américain Jack London, publiée aux États-Unis en 1911.

## Historique
La nouvelle est publiée initialement dans le Cosmopolitan en juin 1911, avant d'être reprise dans le recueil Smoke Bellew en octobre 1912.

## Éditions

### Éditions en anglais
- The Taste of the Meat, dans le Cosmopolitan, périodique, juin 1911.
- The Taste of the Meat, dans le recueil Smoke Bellew, New York ,The Macmillan Co, octobre 1912.

### Traductions en français
- Le Goût de la viande, traduction de Louis Postif, in Belliou et le courtaud, recueil, G. Crès & Cie, février 1929.
- Le Goût de la viande, traduction de Louis Postif, in Belliou la fumée, recueil, Hachette, 1939.
- Le Goût de la viande, traduction de Louis Postif, in Belliou la fumée, recueil, 10/18, 1982.
- Le Goût de la viande, traduction de Louis Postif, in Belliou la fumée, recueil, Pocket, 1996.
- Le Goût de la viande, traduction de Louis Postif (revue et complétée par Frédéric Klein), in Belliou la fumée, recueil, Phébus, 2006.